# Nelamangala
Nelamangala är en ort i Indien.   Den ligger i distriktet Bangalore Rural och delstaten Karnataka, i den södra delen av landet, 1 700 km söder om huvudstaden New Delhi. Nelamangala ligger 898 meter över havet och antalet invånare är 28 697.
Terrängen runt Nelamangala är huvudsakligen platt. Nelamangala ligger uppe på en höjd. Runt Nelamangala är det mycket tätbefolkat, med 1 177 invånare per kvadratkilometer. Det finns inga andra samhällen i närheten. Trakten runt Nelamangala består till största delen av jordbruksmark.